# Richmond-Est—Steveston
Circonscription électorale fédérale du Canada
Richmond-Est—Steveston ((en) Richmond East—Steveston, auparavant Steveston—Richmond-Est (2015-2025)), est une circonscription électorale fédérale de la Colombie-Britannique  (Canada) située dans la région métropolitaine de Vancouver au sud-ouest de la province. Elle comprend une partie de la ville de Richmond et est bordée à l'ouest par le détroit de Géorgie.
Les circonscriptions limitrophes sont :
- au nord-ouest : Richmond-Centre—Marpole
- au nord : Vancouver Granville et Vancouver Fraserview—Burnaby-Sud
- à l'ouest : New Westminster—Burnaby—Maillardville
- au sud-est et au sud : Delta[5].

À la suite du découpage de la carte électorale de 2022, la circonscription s'agrandit du quartier Steveston North qui est détaché de Richmond-Centre.

## Députés
| Législature                                                    | Années        | Député | Député           | Parti        |
| -------------------------------------------------------------- | ------------- | ------ | ---------------- | ------------ |
| Steveston—Richmond-Est Issue de Delta—Richmond-Est et Richmond |               |        |                  |              |
| 42e                                                            | 2015–2019     |        | Joe Peschisolido | Libéral      |
| 43e                                                            | 2019–2021     |        | Kenny Chiu       | Conservateur |
| 44e                                                            | 2021–2025     |        | Parm Bains       | Libéral      |
| Richmond-Est—Steveston                                         |               |        |                  |              |
| 45e                                                            | 2025–en cours |        | Parm Bains       | Libéral      |

## Résultats électoraux
Modèle:Élection générale canadienne de 2025 — Richmond-Est—Steveston
Le premier scrutin a lieu en 2015.
|       | Candidat         | Parti             | # de voix | % des voix |
|       | Kenny Chiu       | Conservateur      | +16 630,  | 38,47 %    |
|       | Joe Peschisolido | Libéral           | +19 486,  | 45,08 %    |
|       | Scott Stewart    | NPD               | +05 248,  | 12,14 %    |
|       | Laura-Leah Shaw  | Vert              | +01 587,  | 3,67 %     |
|       | Matthew Swanston | Parti libertarien | +00274,   | 0,63 %     |
| Total | Total            | Total             | 43 225    | 100 %      |